# Vesterbrua
Vesterbrua, også kaldt Gartnerløkka bro, er en vejbro på Europavej 18 i Kristiansand, Agder fylke i Norge. Broen er en kassebro af beton med 18 spænd, det største spænd er 46 meter. Broen er 679 meter lang og blev åbnet i 1980.